# Listă de reviste de literatură de consum

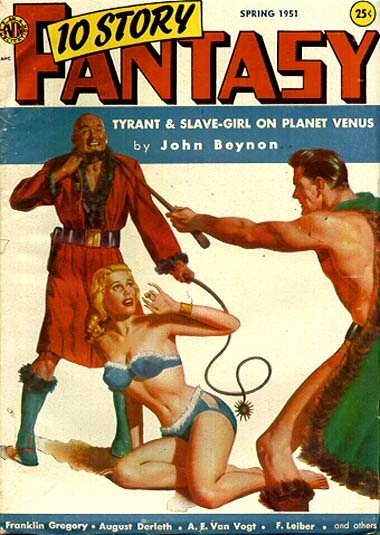
Revista 10 Story Fantasy, vara 1951

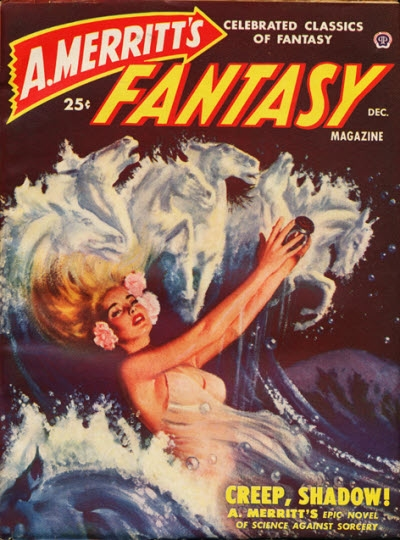
Revista A. Merritt's Fantasy Magazine, dec. 1949

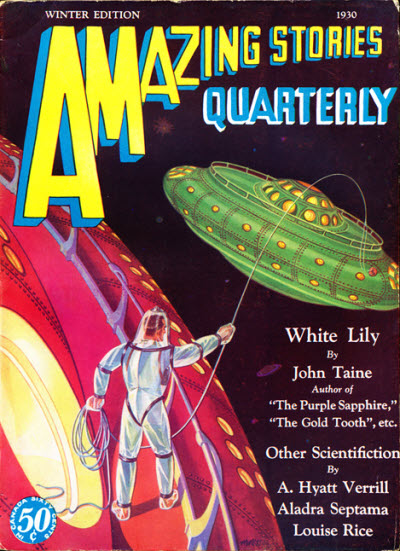
Revista Amazing Stories Quarterly, iarna 1930

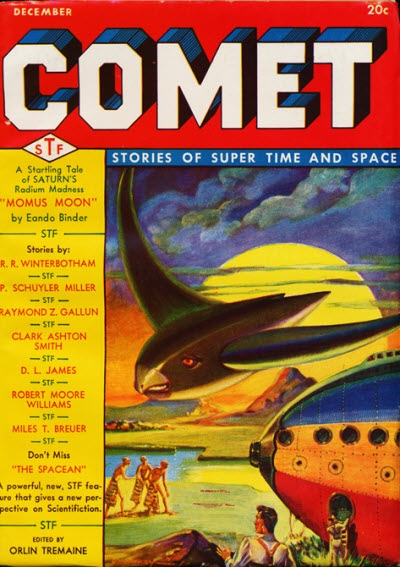
Revista Comet, decembrie 1940

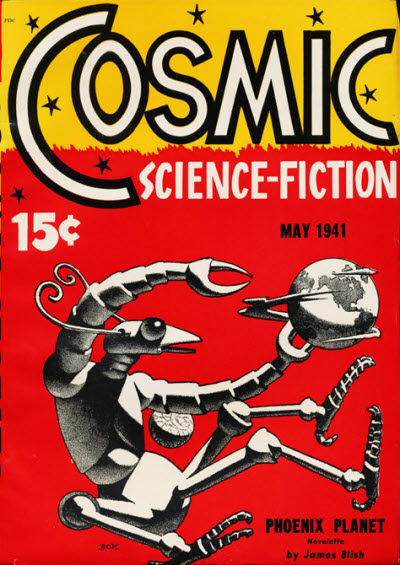
Revista Cosmic, mai 1941

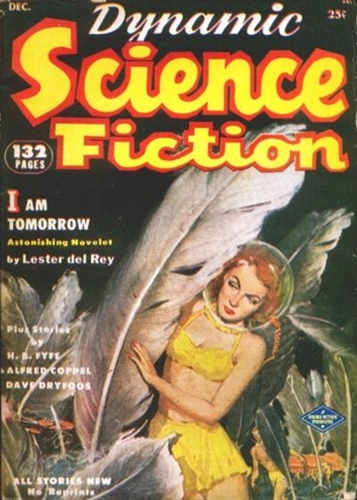
Revista Dynamic Science Fiction, decembrie 1952

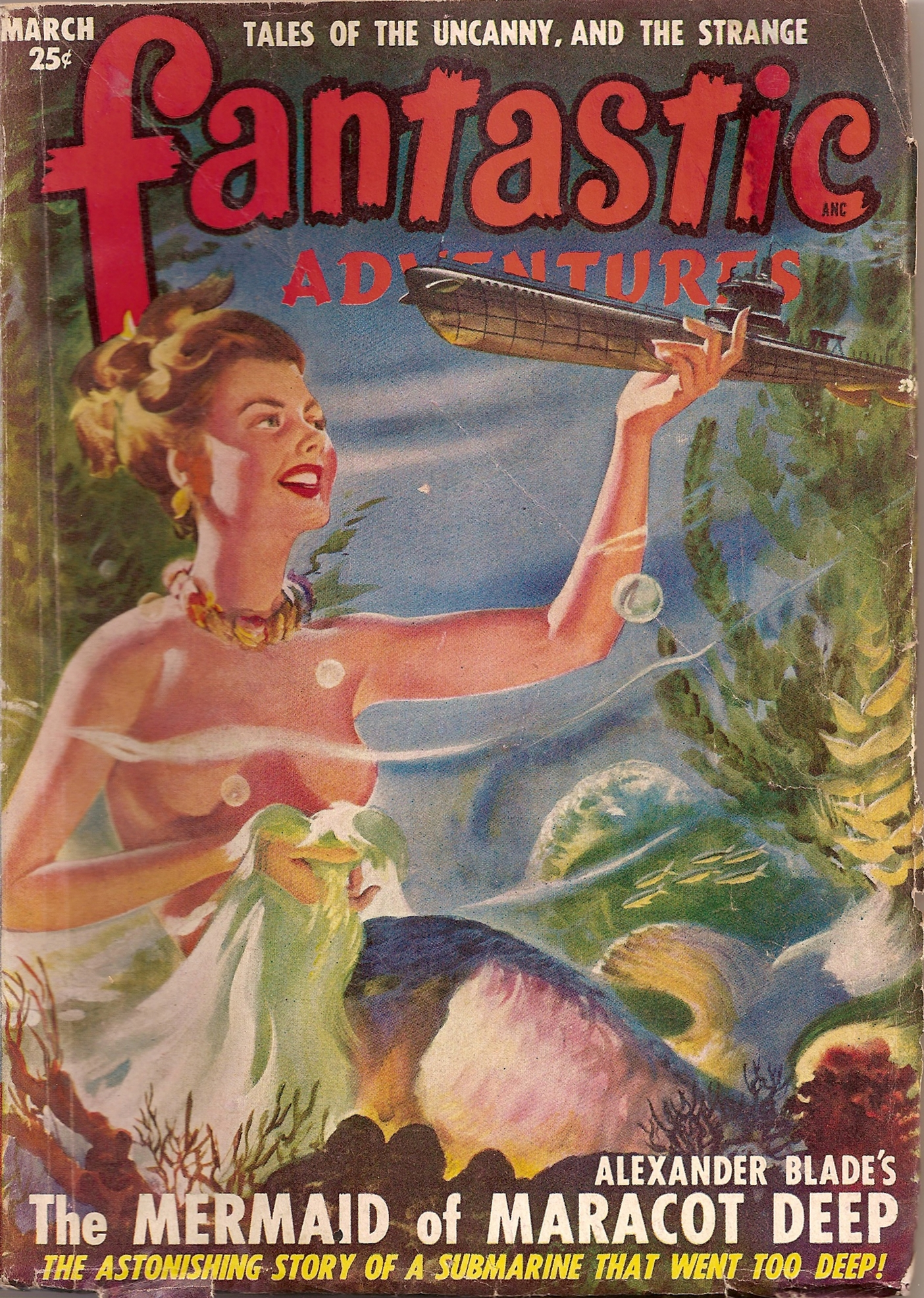
Fantastic Adventures, coperta din martie 1949

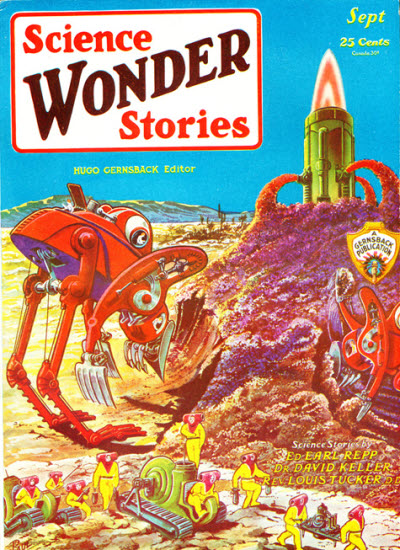
Revista Science Wonder Stories din septembrie 1929

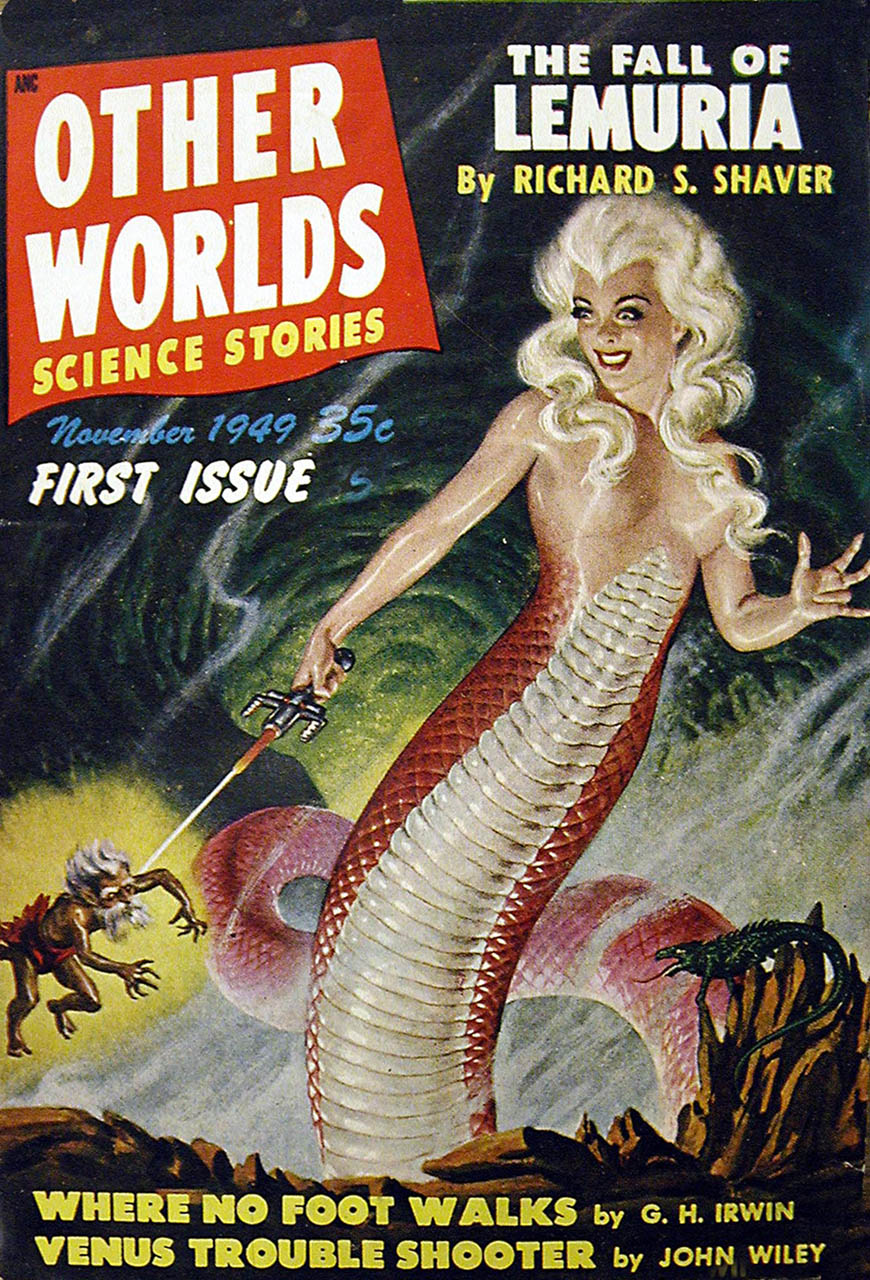
Other Worlds, nov. 1949

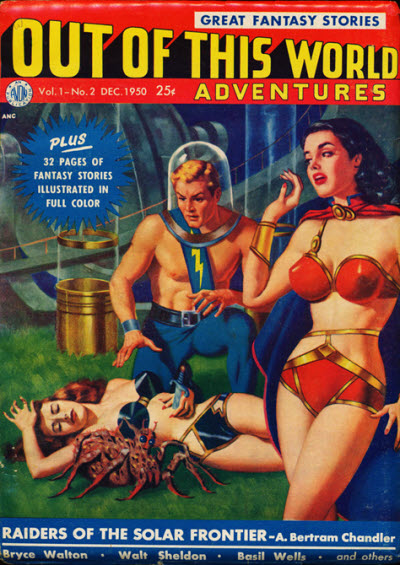
Out of This World Adventures, decembrie 1950

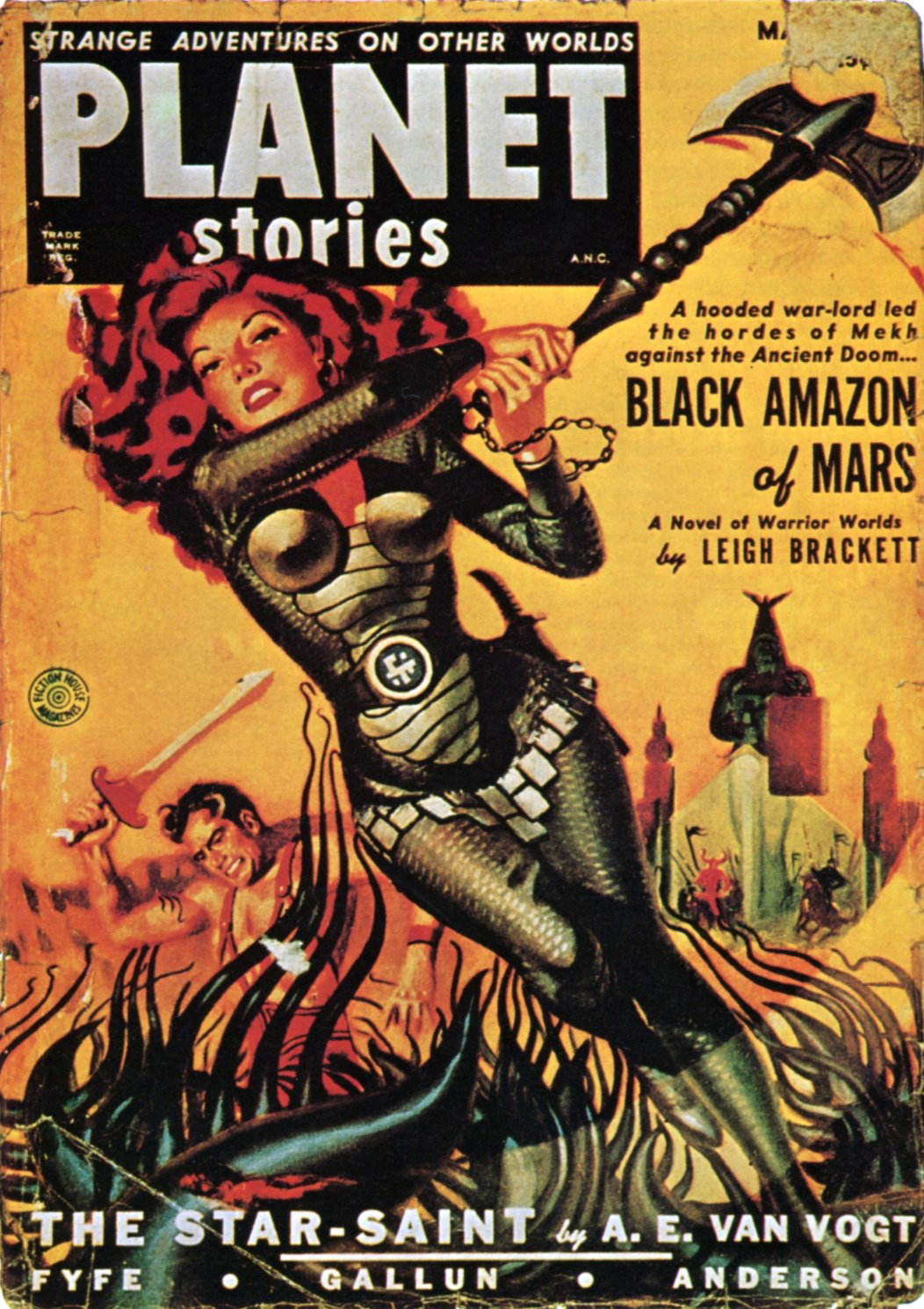
Planet Stories, martie 1951

Aceasta este o listă de reviste de literatură de consum în ordine alfabetică, cele mai multe cu ficțiuni în genul aventură, științifico-fantastic, groază, fantastic, mister, ficțiune ciudată etc.

## Istorie
Argosy este prima revistă americană de literatură de consum (1882-1978) care a publicat, printre alte genuri, și literatură științifico-fantastică, ca de exemplu Claimed sau Citadel of Fear, ambele de Francis Stevens (pseudonimul lui Gertrude Barrows Bennett) în 1918.
În 1919 a apărut revista americană de literatură de consum The Thrill Book, care a publicat și scrieri științifico-fantastice. Cele mai notabile creații de acest gen, care au fost publicate în paginile revistei, sunt povestirile lui Murray Leinster sau romanul The Heads of Cerberus de Francis Stevens. Romanul lui Stevens reprezintă una dintre cele mai vechi istorii alternative.
Politica editorială a acestor reviste (Thrill Book, Weird Tales) era orientată însă spre povestiri de ficțiune ciudată și ocultă și mai puțin spre povestiri SF. Dezvoltarea publicațiilor științifico-fantastice americane a început în 1926, odată cu fondarea de către Hugo Gernsback a revistei Amazing Stories, care a fost dedicată exclusiv povestirilor științifico-fantastice. Anterior apăruseră reviste dedicate științifico-fantasticului în Suedia și în Germania (Der Orchideengarten), dar Amazing Stories a fost prima revistă în limba engleză cu orientare exclusivă către genul științifico-fantastic. Gernsback a încurajat publicarea unor povestiri bazate pe realism științific pentru a-și educa cititorii, dar, cu toate acestea, au apărut numeroase povestiri incitante, bazate în mică măsură pe realitate. Între 1928 și 1934 Amazing Stories a apărut însoțită de suplimentul Amazing Stories Quarterly (lansat tot de Hugo Gernsback). În 1929, după ce a pierdut controlul asupra revistei Amazing Stories din cauza problemelor financiare, Hugo Gernsback a fondat revista americană Wonder Stories. În ianuarie 1930 a apărut primul număr al revistei americane Astounding Stories, care a devenit cea mai longevivă publicație de acest gen.
În 18 martie 1923 a apărut revista americană Povestiri ciudate (Weird Tales, fondată de J. C. Henneberger și J. M. Lansinger în 1922), dar aceasta s-a axat pe literatură de groază și fantezie. După apariția revistei Amazing Stories, Weird Tales a început să publice povestiri științifico-fantastice scrise de Edmond Hamilton; scriitorul a scris apoi doar povestiri fantastice, iar creațiile literare din subgenul operă spațială (pe care l-a creat împreună cu E. E. Smith) le-a publicat în altă parte (de exemplu în Wonder Stories).
În timpul celui de-al Doilea Război Mondial, penuria de hârtie a dus la o creștere constantă a costurilor, iar cea mai mare parte a revistelor de literatură de consum au fost închise sau au fost publicate în format mic (digest size).

## Lista
(Dacă nu este menționat altceva, atunci revista este americană.)
- 10 Story Fantasy sau Ten Story Fantasy - a apărut un singur număr în vara 1951. Povestiri de John Wyndham, A.E. van Vogt, Fritz Leiber, Arthur C. Clarke etc.[23][24]
- A. Merritt's Fantasy Magazine - au apărut cinci numere în perioada decembrie 1949 - octombrie 1950. Titlul este în onoarea scriitorului A. Merritt care a decedat în 1943. Publicată de Popular Publications alternativ cu revista sa Fantastic Novels. Editată de Mary Gnaedinger.[25][26]
- Action Stories a fost o revistă de literatură de consum cu mai multe genuri publicată între septembrie 1921 și toamna 1950, cu o scurtă pauză la sfârșitul anului 1932. Spre deosebire de majoritatea revistelor de literatură de consum care au publicat (și) științifico-fantastic și horror, acesta a publicat mai ales ficțiune de aventură[27] western sau în țări exotice.[28] Au contribuit Robert E. Howard,[29] Walt Coburn,[30] Morgan Robertson (o serie de povești ale sale au fost publicate postum aici), Horace McCoy, Theodore Roscoe, Greye La Spina, Anthony M. Rud, Thomas Thursday și Les Savage, Jr..
- Adventure - revistă de aventuri publicată între noiembrie 1910 și 1971 (881 de numere).[31] Editori Trumbull White, Arthur Sullivant Hoffman (1912–1927), Anthony Rud (1927–1930), Ejler Jakobsson (1951–1953)[32]
- Adventure Tales este o revistă publicată în mod neregulat, care retipărește povești clasice din reviste pulp de la începutul secolului XX. Este editată de către scriitorul de ficțiune John Gregory Betancourt și publicată de Wildside Press.[33]
- Amazing Stories - prima revistă SF, a apărut în perioada aprilie 1926 - martie 2006, a fost publicată, cu unele întreruperi, timp de aproape optzeci ani.[34]
- Amazing Stories Quarterly - a apărut în perioada iarna 1928 - vara 1934 ca supliment al revistei Amazing Stories. Lucrări de  Stanton A. Coblentz, Miles J. Breuer, A. Hyatt Verrill și Jack Williamson.[35][36][37][38][39]
- Astonishing Stories - publicată de Popular Publications între 1940 și 1943. Primul editor a fost Frederik Pohl care a editat și suplimentul acestei revistei, Super Science Stories. Povestiri de  Isaac Asimov, Robert Heinlein etc.[40][41][42]
- Astounding Stories sau Analog Science Fiction and Fact - cea mai longevivă publicație de acest gen. A fost publicată pentru prima oară în 1930 în Statele Unite sub denumirea Astounding Stories. Revista a suferit numeroase schimbări de nume, prima oară, în 1938, a fost denumită Astounding Science-Fiction și Analog Science Fact & Fiction în 1960.
- Argosy este prima revistă americană de literatură de consum (1882-1978)[2]
- Captain Future a fost lansată în 1940 de Better Publications și editată inițial de Mort Weisinger.[43] A prezentat aventurile lui Captain Future, un super-om de știință al cărui nume real era Curt Newton, în fiecare număr.[44] Romane de Edmond Hamilton (3) și de Joseph Samachson (2). Ultimul număr a fost datat primăvara 1944.[43][45]
- Black Mask - publicată pentru prima dată în aprilie 1920 de jurnalistul H. L. Mencken și de criticul de teatru George Jean Nathan. Ultimul număr în 1987.[46]
- Blue Book - publicată 70 de ani sub diferite titluri, din 1905 până în 1975.[47]
- Cassell's Magazine - revistă britanică (1897 - 1912)[48][49]
- Chicago Ledger a fost o publicație publicată în Chicago, Illinois, din 1872 până în 1924.[50]
- Comet - a publicat cinci numere din decembrie 1940 până în iulie 1941 (128 de pagini, 25 de cenți numărul), editată de F. Orlin Tremaine. Povestiri de  E. E. Smith, Robert Moore Williams.[51]
- Confidential a fost o revistă publicată trimestrial din decembrie 1952 până în august 1953 și apoi bilunar  până la încetarea publicării în 1978. A fost fondată de Robert Harrison și este considerată una dintre primele publicații de scandal, bârfe și dezvăluiri.[52]
- Cosmic Stories - Cosmic Stories (cunoscută și sub numele de Cosmic Science-Fiction) și Stirring Science Stories au fost două reviste americane pulp editate de Donald A. Wollheim, care au publicat în 1941 și 1942 șapte numere. Povestiri de James Blish, C. M. Kornbluth, Damon Knight. David H. Keller.[53][54][55]
- Detective Book Magazine - revistă SF publicată de Fiction House în 1930 până în 1931 și din 1937 până în 1952.[56]
- Detective Story Magazine - publicată de Street & Smith din 15 octombrie 1915 până în vara 1949 (1.057 de numere).[57]
- Doctor Death - trei numere publicate de Dell Magazines în februarie, martie și aprilie 1935. Fiecare cu un roman cu personajul Doctor Death (apărut inițial în revista All Detective): 12 Must Die, The Gray Creatures și The Shriveling Murders.[58][59]
- Dynamic Science Fiction - revista americană pulp care a publicat șase numere din decembrie 1952 până în ianuarie 1954. A fost un supliment al revistei Future Science Fiction și, ca revista respectivă, a fost editată de Robert W. Lowndes și publicată de Columbia Publications. Povestiri: "The Duplicated Man" de Lowndes și James Blish, "The Possessed" de Arthur C. Clarke.[60][61]
- Dynamic Science Stories a publicat două numere, în februarie și aprilie 1939, a însoțit revista Marvel Science Stories, a fost editată de Robert O. Erisman și publicată de Western Fiction Publishing[62][63][64]
- Famous Fantastic Mysteries - publicată din 1939 până în 1953. Editorul a fost Mary Gnaedinger[65][66]
- Fantastic -  a fost lansată în 1952 de Ziff Davis; ultimul număr a apărut în 1980
- Fantastic Adventures - publicată din 1939 până în 1953 de Ziff-Davis. A fost inițial editată de Raymond A. Palmer[67][68][69][70]
- Fantastic Novels - publicată de Compania Munsey din New York din 1940 până în 1941 și din nou de Popular Publications, de asemenea din New York, din 1948 până în 1951. A fost un supliment al revistei Famous Fantastic Mysteries.  Romane de A. Merritt, George Allan England și Victor Rousseau[71][72][73]
- Fantastic Story Quarterly - publicată din 1950 până în 1955 de Best Books, o filială a Standard Magazines. Numele a fost schimbat odată cu numărul din vara anului 1951 în Fantastic Story Magazine[74][75]
- Fantastic Universe - - publicată din 1953 până în 1960 de King-Size Publications, Great American Publications
- Fantasy - a fost o revistă britanică science fiction pulp care a publicat trei numere în 1938 și 1939. Redactorul ei a fost T. Stanhope Sprigg.[76][77][78][79][80]
- Flash Gordon - a fost lansată în decembrie 1936. A fost publicată de Harold Hersey.[81][82]
- Future Science Fiction -  a fost editată de Robert W. Lowndes și publicată de Columbia Publications. Revistele Future Science Fiction și Science Fiction Stories au fost publicate sub diferite denumiri între 1939 și 1943 și din nou din 1950 până în 1960[83][84][85][86]
- Ghost Stories - au apărut 64 de numere între 1926 și 1932. A fost unul dintre primii concurenți ai Weird Tales. Ghost Stories a fost o revistă care a însoțit revistele True Story și True Detective Stories[87][88][89]
- Marvel Science Stories - au apărut  cincisprezece numere în două runde separate, ambele editate de Robert O. Erisman. Prima rundă a fost publicată de  Postal Publications, a doua de  Western Publishing.[90][91][92][93]
- Miracle Science and Fantasy Stories - au apărut două numere în 1931[94][95][96]
- Modern Electrics - o revistă tehnică dedicată experimentelor radioamatorilor, considerată prima revistă de electronică din lume. Revista a fost creată de Hugo Gernsback și a apărut în perioada 1908 - 1914. Prima ficțiune a apărut în ediția din aprilie 1911, iar foiletonul cu 12 episoade scris de  Hugo Gernsback a fost ulterior publicat ca romanul Ralph 124C 41+.[97]
- New Worlds - a fost o revistă SF britanică care a apărut prima dată în 1936 ca un fanzin, Novae Terrae. John Carnell a redenumi-o New Worlds în 1939. Al 216-lea număr al revistei a apărut în 1979.[98] Numărul 222 a apărut în 1997.[99][100]
- Other Worlds- Other Worlds, Universe Science Fiction, și Science Stories au fost trei reviste editate de Raymond A. Palmer.[101][102][103][104]
- Out of This World Adventures - au fost publicate două numere, în iulie și decembrie 1950, editate de Donald A. Wollheim, editura Avon.[105][106][107][108]
- Planet Stories - publicată de Fiction House între 1939 și 1955. Prezenta aventuri interplanetare, atât în spațiu, cât și pe unele alte planete, și a fost inițial concentrată pe literatură SF pentru tineret. Malcolm Reiss a fost redactor pentru 71 de numere.[109][110]
- Science Fiction - Future Science Fiction și Science Fiction Stories au fost două reviste americane SF care au fost publicate sub diverse nume între 1939 și 1943 și din nou din 1950 până în 1960, primul redactor a fost Charles Hornig. Povestiri: "The Liberation of Earth" de William Tenn, "If I Forget Thee, Oh Earth" de Arthur C. Clarke.[111][112][113]
- Science-Fiction Plus - publicată de Hugo Gernsback de-a lungul a șapte numere în 1953[114][115][116]
- Science Fiction Quarterly - a fost publicată din 1940 până în 1943 și din nou din 1951 până în 1958. Charles Hornig a fost redactor pentru primele două ediții; Robert A. W. Lowndes pentru restul.[117][118][119]
- Scientific Detective Monthly (Amazing Detective Tales sau Amazing Detective Stories) - au apărut cincisprezece numere începând din ianuarie 1930[120][121]
- Space Stories - au apărut cinci numere din octombrie 1952 până în iunie 1953. A fost publicat de Standard Magazines și editat de Samuel Mines[122][123][124]
- Startling Stories - publicată din 1939 până în 1955 de Ned Pines' Standard Magazines[125][126][127]
- Stirring Science Stories - Cosmic Stories și Stirring Science Stories - au fost două reviste americane SF publicate în 1941 și 1942, au apărut în total șapte numere
- Strange Stories - au apărut treisprezece numere din 1939 până în 1941. A fost editat de Mort Weisinger, care nu a fost menționat. Printre colaboratori s-au numărat Robert Bloch, Eric Frank Russell, C. L. Moore, August Derleth și Henry Kuttner.[128][129][130]
- Strange Tales (Strange Tales of Mystery and Terror) - publicată de Clayton Publications între 1931 - 1933. Povestiri de ficțiune ciudată de Jack Williamson, Robert E. Howard, Clark Ashton Smith[131][132][133]
- Super Science Stories- publicată de  Popular Publications între 1940 și 1943, și apoi din 1949 în 1951; supliment al revistei Astonishing Stories, ambele editate de Frederik Pohl[40][41][42]
- Tales of Magic and Mystery - au apărut  cinci numere lunare din decembrie 1927 până în aprilie 1928. A fost editat de Walter Gibson și a publicat un amestec de ficțiune și articole despre magie. Acum este notabilă mai ales că a publicat o poveste de H. P. Lovecraft.[134][135][136]
- Tales of Wonder - revistă britanică de ficțiune științifică publicată între 1937 și 1942, cu Walter Gillings ca redactor.[137][138][139]
- The Thrill Book - publicată de Street & Smith în 1919, 16 numere în total.[140][141]
- Tops in Science Fiction - lansată în 1953 de Love Romances Publishing pentru a republica povestiri din Planet Stories. 2 numere în total.[142][143][144][145][146]
- Two Complete Science-Adventure Books - publicată de Fiction House, 11 numere între 1950 și 1954,  supliment al revistei Planet Stories. Fiecare număr a conținut două romane sau nuvele lungi. Printre colaboratori s-au numărat Isaac Asimov, Robert A. Heinlein, Arthur C. Clarke, Poul Anderson, John Brunner, L. Sprague de Camp[147] și James Blish.[148][149][150]
- Uncanny Tales (americană) - a apărut un singur număr, datat aprilie 1941. A fost publicată de Abraham și Martin Goodman. Conține: Ray Cummings - "Coming of the Giant Germs".[151][152]
- Uncanny Tales (canadiană) - revistă canadiană, editată de Melvin R. Colby, care a apărut între noiembrie 1940 și septembrie 1943 (nr. 23).[153][154]
- Unknown - a apărut între 1939 și 1943, publicată de Street & Smith și editată de John W. Campbell. A însoțit revista Astounding Stories.[155][156]
- Vargo Statten Science Fiction Magazine (denumită mai târziu Vargo Statten British Science Fiction Magazine, The British Science Fiction Magazine și The British Space Fiction Magazine) - a fost o revistă britanică SF care a publicat nouă numere între 1954 și 1956. A fost publicată inițial de Scion Press, controlul fiind trecut la o companie succesoare, Scion Distributors, după ce Scion a dat faliment la începutul anului 1954.[157][158][159][160]
- Weird Tales - a apărut prima oară în martie 1923. Revista a avut sediul în Chicago și a fost sub îndrumarea lui J. C. Henneberger, un fost jurnalist care aprecia macabrul. A apărut până în septembrie 1954, cu un total de 279 de numere. Revista a reapărut în anii 1970, în 1981 și 1983. Numărul 290 a apărut în 1988.
- Western Story Magazine -- publicată de Street & Smith, a apărut între 1919 și 1949. A fost prima dintre numeroasele reviste pulp dedicate ficțiunii Western.[161][162][163]
- The Witch's Tales - revistă editată de Tom Chadburn, care a publicat două numere în noiembrie și decembrie 1936. A fost un supliment al unui program de radio, denumit The Witch's Tale, care începuse să fie transmis în mai 1931 până în 1938 la radio WOR (AM). Majoritatea povestiri republicate din Pearson's Magazine. Coperta de Elmer Stoner.[164][165]
- True Detective Mysteries - revistă cu povești despre crime reale publicată din 1924 până în 1995. A inițiat adevăratul gen al revistei cu ficțiune cu crime și, în perioada maximă, din anii 1940 până la începutul anilor 1960, a vândut milioane de exemplare și a creat numeroși imitatori. Fondată de Bernarr Macfadden.[166]

- Wonder Stories - a fost lansată în 1929 și care a publicat până în 1955 lucrări ale literaturii științifico-fantastice. A fost fondată de Hugo Gernsback în 1929 după ce a pierdut controlul revistei sale de science-fiction Amazing Stories, atunci când compania sa media Experimenter Publishing a dat faliment.
- Wonder Story Annual - a fost lansată în 1950 de editura Standard Magazines. A fost creată pentru retipărirea unor povestiri din primele ediții ale Wonder Stories, Startling Stories și Wonder Stories Quarterly, deținute de aceeași editură. Povestiri retipărite: Twice in Time de Manly Wade Wellman, "The Brain-Stealers of Mars" de John W. Campbell, etc.[167]

## Legături externe
- A. Merritt's Fantasy Magazine Arhivat în 16 octombrie 2019, la Wayback Machine. la Internet Speculative Fiction Database
- Revista Captain Future la Internet Speculative Fiction Database
- Fantastic Novels prezentarea seriei la Internet Speculative Fiction Database
- Planet Stories prezentarea seriei la Internet Speculative Fiction Database
- Issues of Planet Stories via the Internet Archive

## Vezi și
- Listă de reviste de literatură științifico-fantastică
- Epoca de Aur a științifico-fantasticului